# Douglas C-74
Die Douglas C-74 Globemaster wurde ab 1942 auf Anfrage der United States Army Air Forces nach einem Transportflugzeug für den Transatlantikverkehr entwickelt. Die Maschine wurde von vier Kolbenmotoren angetrieben und hatte keine Druckkabine.

## Entwicklung
Zum Zeitpunkt ihres Erstflugs war die Globemaster mit 78 Tonnen maximaler Startmasse das schwerste Landflugzeug der Welt. Mit ihren vier Pratt & Whitney-Wasp-Major-Sternmotoren konnte sie 125 voll ausgerüstete Soldaten transportieren.
Als besonderes Merkmal erhielt sie das gleiche Cockpit wie die Douglas XB-42 mit getrennten Hauben für Pilot und Kopilot, was aber bei den Besatzungen nicht besonders beliebt war und ihr den Spitznamen Bug-Eye (engl. Insektenauge) einbrachte. Deshalb wurde das Cockpit später mit einer konventionellen Haube versehen. Auch erhielt die Maschine im Laufe der Zeit stärkere Motoren.
Da der Erstflug erst am 5. September 1945 stattfand und die Maschine damit für den Einsatz im Zweiten Weltkrieg zu spät kam, wurde die Produktion im Januar 1946 nach nur 14 Maschinen eingestellt. Auch die Planungen für eine zivile Version wurden beendet.
Während der Berliner Luftbrücke, die von den US-Amerikanern mit C-74, C-54 und C-47 unterstützt wurde, zeigte es sich, dass ein schwerer strategischer Transporter benötigt wurde. Daraufhin wurde eine C-74 zu einem Prototyp für die C-124 Globemaster II umgebaut, welche die gleichen Tragflächen und Motoren wie die erste Globemaster, aber einen wesentlich größeren Rumpf erhielt.
Die C-124 ersetzte die Globemaster I sehr schnell, daher wurden die letzten C-74 in den 1960er- und 1970er-Jahren verschrottet.

## Produktion
Abnahme der C-74 durch die USAAF:
| Typ  | 1945 | 1946 | 1947 | SUMME |
| ---- | ---- | ---- | ---- | ----- |
| C-74 | 1    | 5    | 7    | 13    |

Bei dem 14. Flugzeug handelte es sich um eine statische Bruchzelle. 1952 erfolgte der Umbau einer C-74 in den C-124-Prototyp. Die letzten elf Flugzeuge wurden 1957 ausgemustert.

## Technische Daten

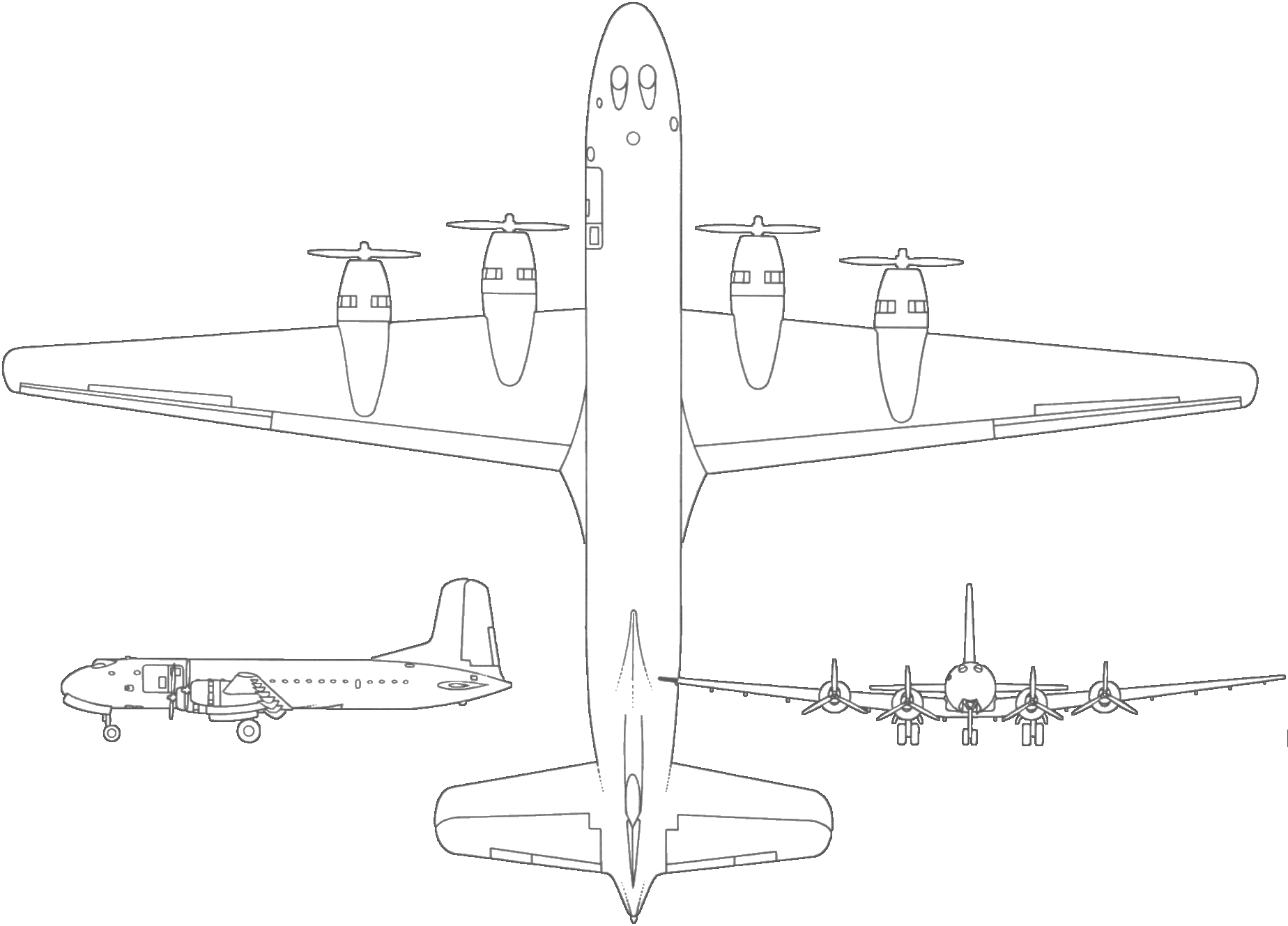
Douglas C-74 Globemaster

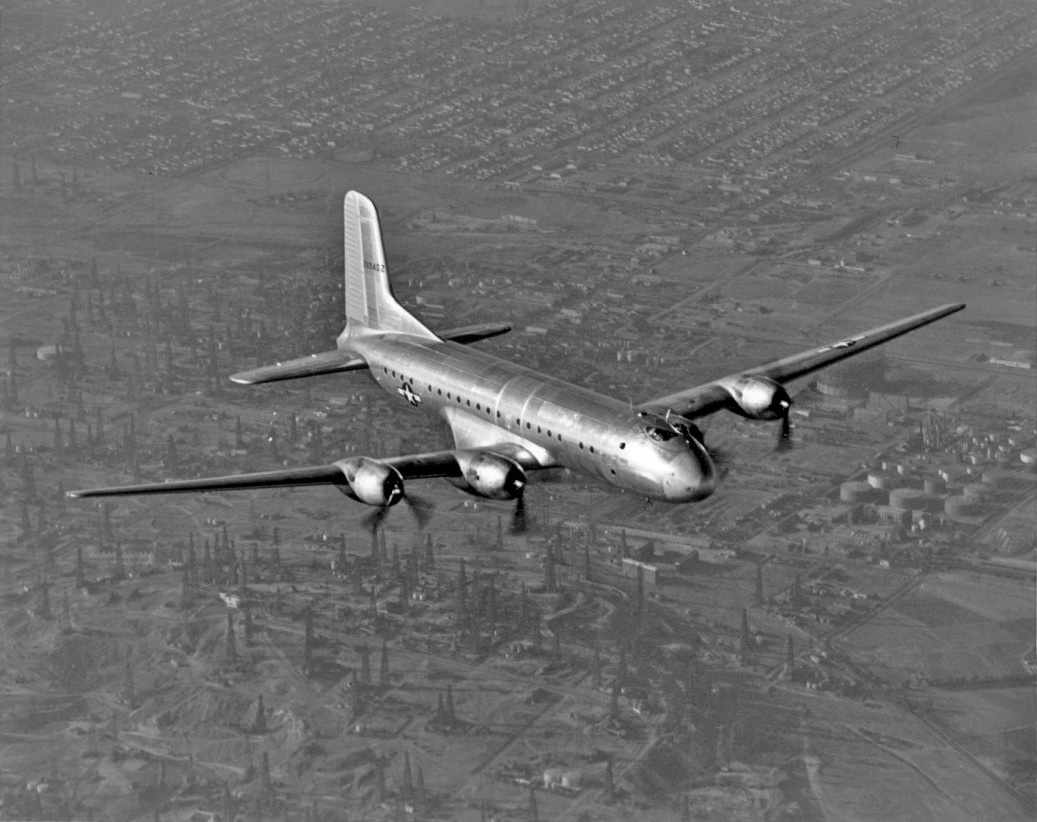
Eine C-74 über Long Beach (Kalifornien)

| Kenngröße             | Daten                                                                                                  |
| --------------------- | --- |
| Besatzung             | 3 |
| Länge                 | 37,85 m                                                                                                |
| Spannweite            | 52,81 m                                                                                                |
| Höhe                  | 13,34 m                                                                                                |
| Leermasse             | 39.087 kg                                                                                              |
| max. Startmasse       | 78.000 kg                                                                                              |
| Triebwerke            | 4 × luftgekühlter 28-Zylinder-Vierfach-Sternmotor Pratt & Whitney R-4360-49 mit je 3.296 PS (2.424 kW) |
| Höchstgeschwindigkeit | 528 km/h                                                                                               |
| Reichweite            | 5.470 km                                                                                               |
| Dienstgipfelhöhe      | 6.490 m                                                                                                |
| Steigrate             | 794 m/min                                                                                              |